# Kościół św. Trójcy w Bydgoszczy (1550–1829)
Kościół św. Trójcy – kościół, który znajdował się w Bydgoszczy, przy ul. Świętej Trójcy na dawnym Przedmieściu Poznańskim, na północny zachód od Starego Miasta, przy ówczesnej drodze prowadzącej do Koronowa. Rozebrany w 1829 roku, a na jego miejscu w latach 1910–1912 zbudowano neobarokowy Kościół św. Trójcy.

## Historia
Początki kościoła Świętej Trójcy związane są z drugą połową XV wieku. Wtedy to bogaty mieszczanin bydgoski Jan Łapimucha ufundował murowany kościółek jednonawowy na przedmieściu Poznańskim w intencji doczekania potomka. Nie doczekawszy się go, pozbawił świątynię uposażenia. Budowa nie została dokończona i dopiero wsparcie finansowe innego mieszczanina – Jana Regulskiego (1549) - pozwoliło doprowadzić prace do końca. Ukończono je w 1556 r. Ksiądz w kościele utrzymywany był z legatów wiernych. Prawo patronatu i mianowanie prowizorów kościelnych należało do rady miejskiej Bydgoszczy.
20 maja 1579 roku biskup włocławski Stanisław Karnkowski dokonał konsekracji nowej świątyni. 
Z wizytacji biskupiej, przeprowadzonej w 1582 r. przez Hieronima Rozdrażewskiego wynika, że kościółek był murowany od fundamentów. Miał charakter kaplicy cmentarnej, w której nie przechowywano Najświętszego Sakramentu. Odprawiano w nim jedną mszę św. w roku w święto kościoła, które przypadało w niedzielę po oktawie Bożego Ciała. 
W 1596 r. kościół nie posiadał uposażenia, ani kapelana. Odprawiali w nim msze św. wotywne wikariusze kościoła parafialnego. Wnętrze było wyposażone w ołtarze z obrazami, kilimy ozdobne, antepedium, portatyl i pozostałe sprzęty kościelne. Wokół rozpościerał się ogrodzony cmentarz z kostnicą, na którym chowano przedmieszczan.
Z ustnych przekazów wynika, że w 1626 r. podczas wojny z królem szwedzkim Gustawem II Adolfem, kościół został zamieniony na zbór protestancki, a następnie spalony podczas szwedzkiego potopu.
W 1639 r. ks. Sebastian Grotowski, archidiakon i oficjał generalny włocławski ustanowił ks. Jana Laubigera kapelanem kościoła Św. Trójcy. Wyposażył on świątynię w niezbędne aparamenty oraz ustanowił fundusz na utrzymanie swoich następców.
W wizytacji z 1699 r. stwierdzono, że w kościele znajdują się dwa ołtarze: większy i mniejszy przy wejściu do zakrystii, bogato zdobiony z kilimami i portatylem. Świątynia była bogato uposażona czynszami: od 2600 złotych na dobrach Macieja Palędzkiego, chorążego bydgoskiego, czynsz od 300 zł na kamienicy Menclów i inne pomniejsze. Obok kościoła znajdował się dom kapelana, który posiadał ponadto zabudowania gospodarcze, sad i ogrody, rozmieszczone w otoczeniu miasta. Kapelan był obowiązany odprawić trzy msze św. tygodniowo.
W 1722 r. prepozytem świątyni został ks. Adam Buszkowski, a w 1760 r. ks. Piotr Gliszczyński, który prebendę opuścił dopiero w 1772 roku. 
Wizytacja kanoniczna w 1763 r. wykazała, że świątynia była murowana i pokryta dachówką. Z boku stała drewniana dzwonnica z dwoma dzwonami. Świątynia była ogrodzona płotem z desek, w którym były dwie duże bramy: zachodnia i południowa.
W środku kościół był drewniany, miał malowany sufit, chór ozdobiony wizerunkami apostołów, drewnianą podłogę oraz czternaście ławek ozdobionych herbami. W kościele znajdowały się wówczas trzy konsekrowane ołtarze. W wielkim ołtarzu znajdował się obraz Matki Boskiej Częstochowskiej. Dwa pozostałe przedstawiały: Pana Jezusa i Świętą Trójcę. Cmentarz przykościelny był dobrze utrzymany; zawierał liczne pochówki z czasów zarazy.
Po przejściu Bydgoszczy pod władzę pruską w 1772 r. świątynia popadła w ruinę. W 1786 r. władze pruskie usunęły wszystkie sprzęty kościelne; zniszczono ławki i ołtarze, a ogrodzenie kościoła i cmentarza spalono. W zdewastowanej świątyni urządzono magazyn zbożowy. W 1790 r. kościół przejął stacjonujący w mieście pruski batalion strzelców, którzy urządził w nim prochownię. Podczas wizytacji kościelnej w 1802 r. stwierdzono, iż kościół jest opuszczony i zrujnowany. W 1829 roku Prusacy rozebrali pozostałości kościoła, a plac wraz z nieistniejącym już wtedy cmentarzem przekazano sąsiadującemu tartakowi jako teren do składowania drewna.

## Architektura
Świątynię wzniesiono jako skromną budowlę gotycką orientowaną, salową, z ozdobnym szczytem od zachodu. Pod koniec XIX wieku styl architektoniczny kościoła określano jako „ostrołukowy styl nadwiślański”. Jego wygląd znany jest z akwarelowego, prawdopodobnie amatorskiego szkicu, sygnowanego nazwiskiem Else Jaeckel.